# Tamara Dorofejev
Tamara Dorofejev (* 9. Juni 1984 in Budapest) ist eine ehemalige ungarische Eiskunstläuferin, die im Einzellauf startete.
Tamara Dorofejev bestritt im Jahr 2000 ihrer ersten Europameisterschaft. Im selben sowie im folgenden Jahr nahm sie an der Juniorenweltmeisterschaft teil und verpasste mit Rang 4 bzw. 5 jeweils nur knapp einen Podiumsplatz.

## Ergebnisse (Auswahl)
| Wettbewerb/Saison           | 1999/2000 | 2000/01 | 2001/02 | 2002/03 | 2003/04 |
| --------------------------- | --------- | ------- | ------- | ------- | ------- |
| Weltmeisterschaften         | -         | 19.     | -       | 31.     | -       |
| Europameisterschaften       | 9.        | 14.     | 23.     | -       | -       |
| Juniorenweltmeisterschaften | 4.        | 5.      | -       | -       | -       |
| Ungarische Meisterschaften  | 3.        | 1.      | 2.      | 3.      | 3.      |
| ISU-Grand-Prix-Serie        |           |         |         |         |         |
| Bofrost Cup                 |           |         |         | 8.      | -       |
| Skate Canada                |           |         | 12.     |         |         |
| Cup of Russia               |           |         | 10.     |         |         |